# Mariano Lagasca y Segura
Pour les articles homonymes, voir Segura (homonymie).
Mariano Lagasca y Segura est un botaniste espagnol, né en 1776 à Encinacorba et mort en 1839 à Madrid.
Il étudie la médecine à Valence (Espagne). Disciple de Antonio José Cavanilles, il enseigne la botanique à l'université de Madrid et dirige le jardin botanique royal de Madrid. Il conduit de nombreuses expéditions afin d'améliorer la connaissance de la flore espagnole. Il est notamment l'auteur d’Elenchus plantarum quæ in horto regio botanico Martritensi.